# 短柄武器
短柄兵器，又稱短柄武器，或短兵器，是指握柄相對於長柄武器較短的格鬥武器。古代长柄兵器与短柄兵器的划分没有严格的尺寸标准，一般将不及身长、多以单手操持格斗的冷兵器列为短柄兵器。
另外，短兵器有兩種定義，短兵器第一種定義是泛指手持格鬥武器，包括長柄武器。第二種意思是握柄较短的手持格斗武器，其称谓是与握柄较长的手持格斗兵器比较而言的。
短柄武器以钺、锤、刀、匕首、剑、金钩为代表。商代中期，古代兵器从木、石、骨、角 (青铜器)材质跨入了金属兵器阶段。青铜短兵器在战争中的使用，极大地提高了兵器的强度和杀伤力。

## 代表型号
- 钺
- 斧
- 锤
- 刀
- 匕首
- 剑
- 金钩